# Vénus, Mars et Cupidon (Titien)
Vénus, Mars et Cupidon est un tableau mythologique réalisé par le peintre italien Titien dans sa phase tardive, daté « après 1570 ». Il s'agit d'une peinture à l'huile sur toile mesurant 97 × 109 cm. Le tableau et une version de l'atelier de Titien sont conservés au Kunsthistorisches Museum de Vienne depuis 1783. 

## Description
Le centre de la toile est constitué par la déesse Vénus nue, allongée sur le dos, son bras droit enlaçant et embrassant Mars, qui est derrière elle dans le tiers gauche de la composition. En haut à droite se trouve le Cupidon volant, tenant son arc et une flèche dans ses mains et regardant le couple. La scène se déroule dans un paysage ouvert avec un grand arbre visible en arrière-plan.
Vénus est allongée le haut du corps à moitié relevé, appuyée contre un oreiller blanc et est complètement déshabillée, la cuisse gauche est partiellement recouverte d'un tissu blanc tenu entre les cuisses par la main gauche. Le bras gauche est tendu sur son corps et se termine par la main sur le drap, le droit est relevé et enserre la tête de Mars dans les cheveux. Mars se tient derrière l'oreiller, vêtu d'une armure rougeâtre. De lui ne sont visibles que le torse avec le bras droit tendu sur l'oreiller et dont la main est sous les fesses de Vénus, la tête tournée vers elle et la main gauche enserrant l'oreiller. Devant l'oreiller à gauche se trouvent le casque et l'épée de Mars dans un fourreau. Cupidon vole dans la partie supérieure droite et fait face au couple. Son bras droit est plié et dans sa main droite, il tient une flèche. Le bras gauche est tendu et la main tient un arc. Cupidon porte une chemise de couleur claire, le bas de son corps est nu et il porte son carquois sur son épaule droite.

## Interprétation
L'image est une variante du motif « Vénus et Mars », dans lequel la déesse Vénus est représentée avec le dieu de la guerre Mars et Cupidon. Le fond mythologique est une histoire d'amour entre les deux divinités, dans laquelle Vénus trompe son mari Vulcain et le couple est ensuite attrapé par lui. La source textuelle du motif pictural est l'Odyssée d'Homère, dans laquelle Homère raconte comment les deux amants ont été découverts en flagrant délit par Héphaïstos et pris dans un filet.

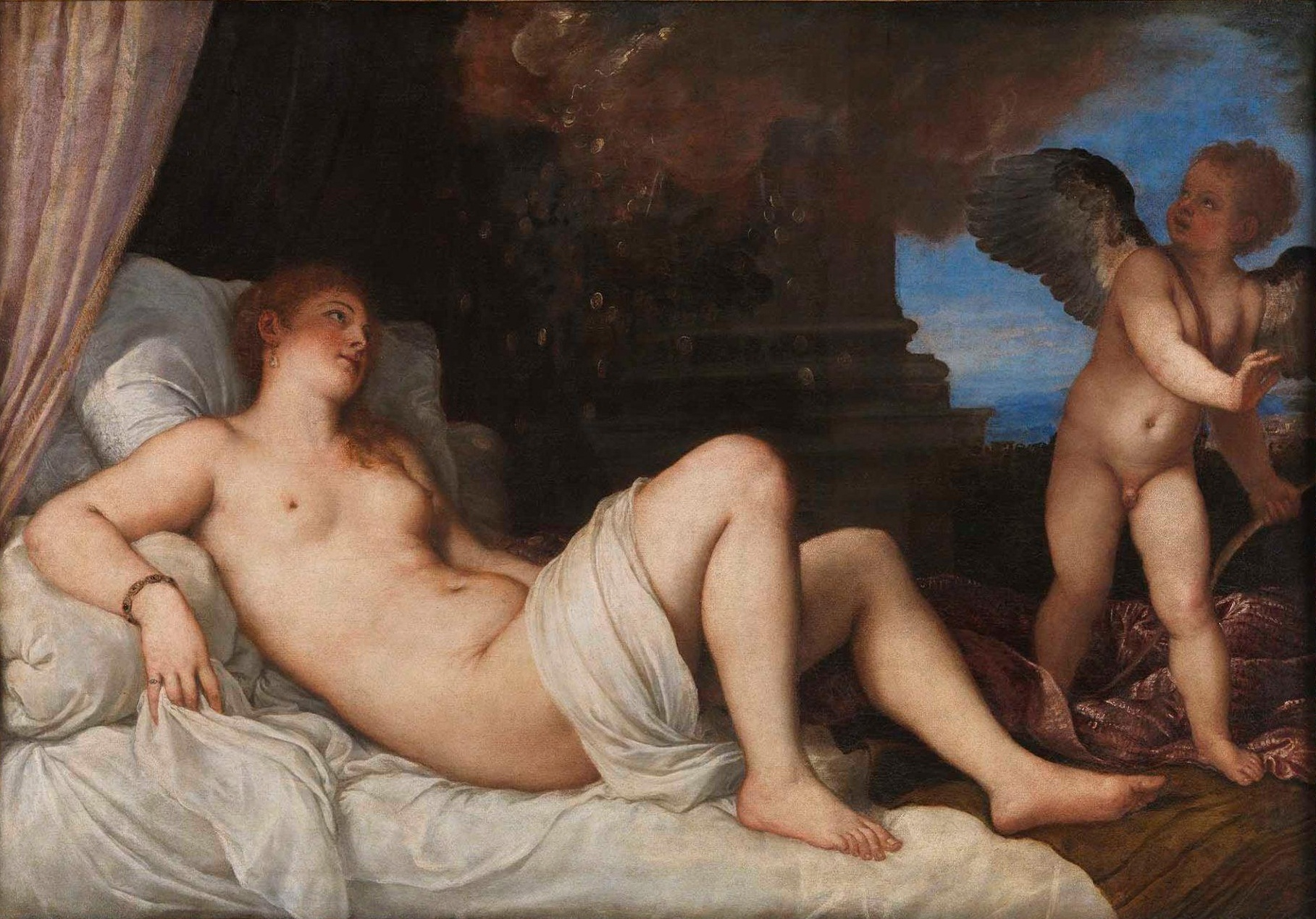
Titien : Danaë, 1545-1546, Musée du Prado (Madrid).

L'oeuvre est attribuée à la phase créative tardive de Titien après 1570, qui, avec une dénomination thématique changeante, présente le motif des amants dans un mouvement dramatique et expressif. Titien se réfère à sa Danaë des années 1550, dans laquelle le personnage principal nu est également au premier plan, et à sa Vénus et Adonis de 1553, dont la « violente agitation de la relation amoureuse est démontré ». Selon cette interprétation, cette « poésie amoureuse typique de Titien » serait datée d'après les années 1550. Titien n'a probablement abordé le sujet de Vénus et Mars qu'une seule fois, contrairement à Vénus et Adonis, par exemple.

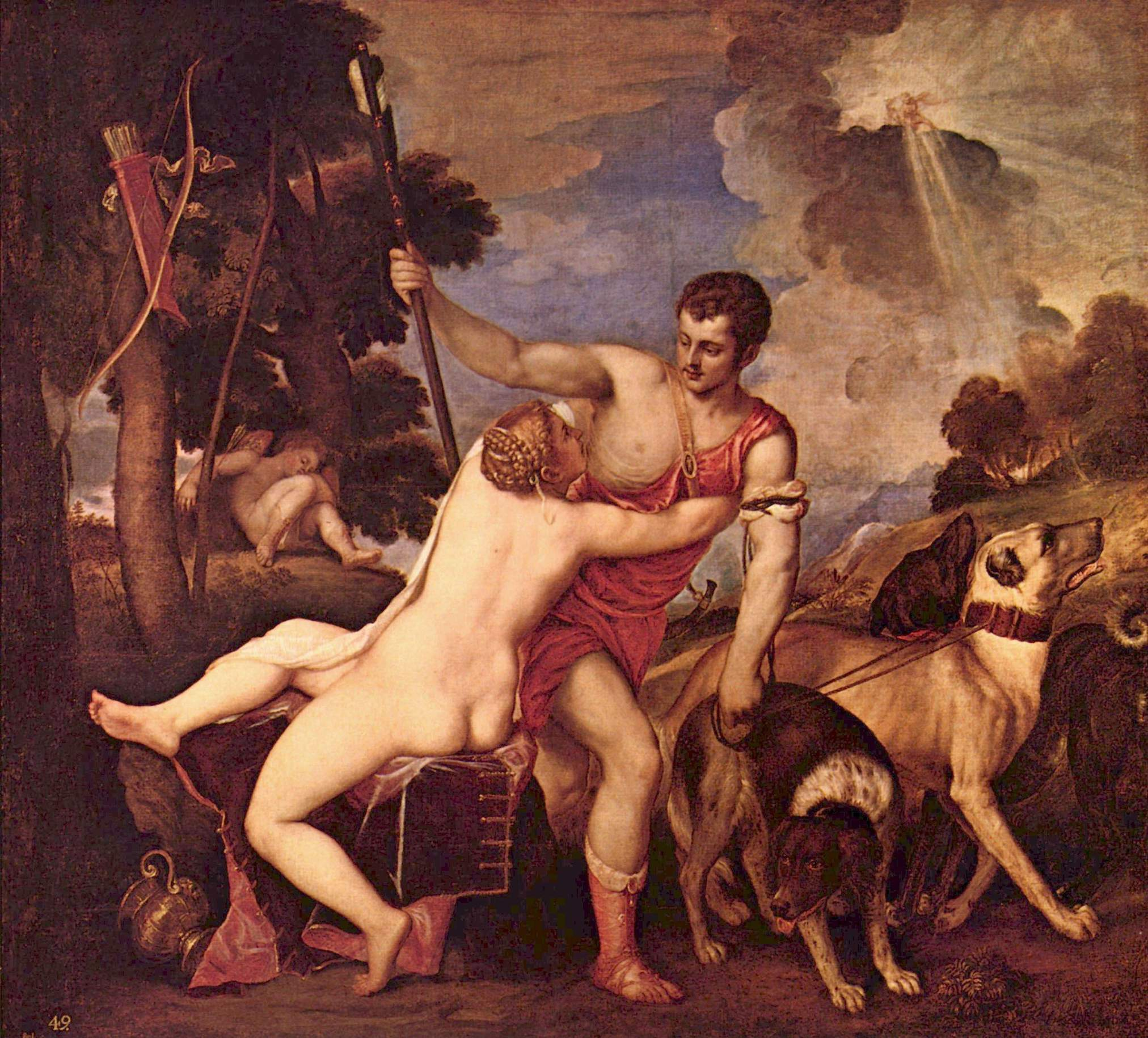
Titien : Vénus et Adonis vers 1553, Musée du Prado (Madrid).
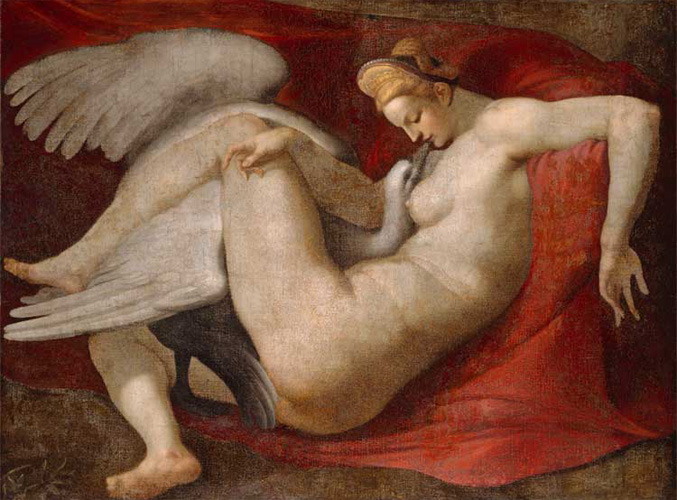
Léda et le cygne d'après Michel-Ange, après 1530, National Gallery (Londres).
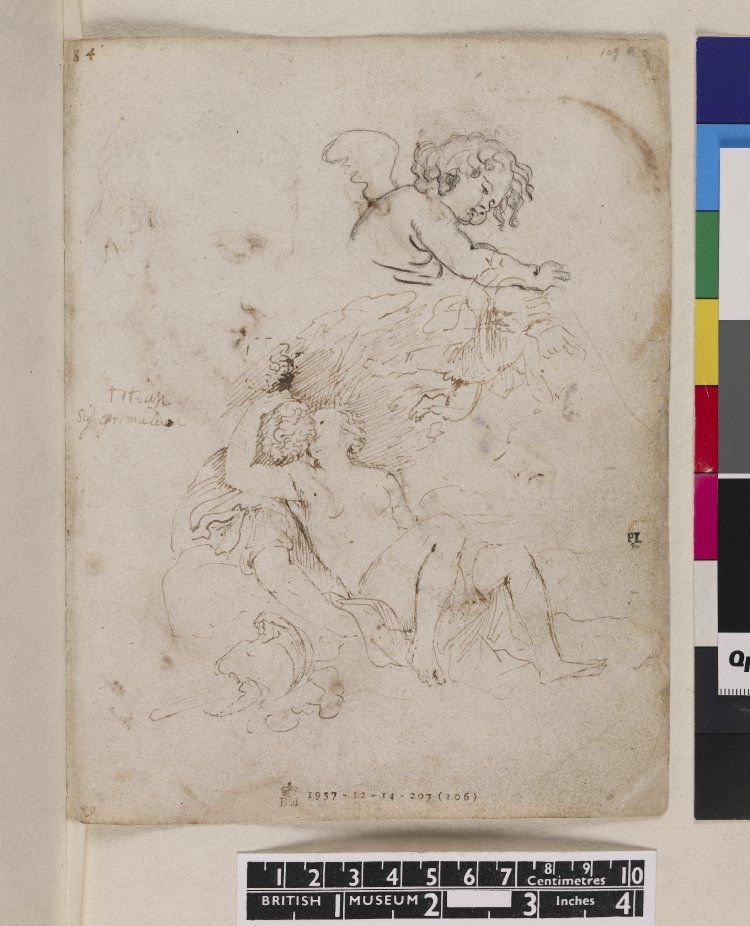
Anthony van Dyck : Vénus et Mars, d'après Titien, 1622/27, British Museum (Londres).